# Iveco M170
L'IVECO M170, aussi connu sous le label ASTRA SM 44.30, est un camion militaire fabriqué par le groupe italien IVECO à partir de la fin des années 1960. C'est un camion tactique en configuration 4x4, spécialement conçue à des fins militaires et contrairement à la plupart de ses concurrents, ce n'est pas une version militarisée d'un camion commercial civil.

## Description
L'IVECO M170 fait partie d'une large gamme de camions tactiques, qui comprend également des modèles 6x6 (M250) et 8x8 (M320 / SM88 & M1250). Cette gamme de camions IVECO D.V. 4x4, 6x6 et 8x8 à haute mobilité, éprouvés au combat, a été conçue pour offrir la protection et la mobilité maximale pour répondre aux applications logistiques militaires. Ces véhicules permettent un passage à gué non préparé de 850 mm, et circulent dans les conditions climatiques les plus hostiles, de -32°C à +49°C. 
Le M170 peut tracter des remorques ou des pièces d'artillerie d'un poids maximum de 20 t. Dans sa version logistique, il peut porter des charges jusqu'à 9,5 t et remorquer jusqu'à 29 t.
Pour les versions avec cabine non blindée, le M170 peut être équipé d'un kit de blindage de protection performant pour les opérations militaires dans les conditions opérationnelles hostiles.
Le véhicule est doté d'une protection balistique et anti-mines à la protection iED intégrée Stanag 4569.
Le véhicule peut également être équipé :
- d'un kit de blindage supplémentaire,
- du système Iveco de gonflage centralisé des pneus (CtiS),
- de pneumatiques Run flat,
- de solutions de superstructure individuelles,
- d'un treuil.

L'IVECO M170 est également disponible avec une cabine basse, optimisée pour le transport par avion cargo militaire C-130 Hercules. 